# Marcio Baraldi
Marcio Baraldi é um cartunista, quadrinista e documentarista brasileiro.
Ele é o maior vencedor de um dos mais importantes prêmios do gênero no Brasil, o Prêmio Angelo Agostini, como melhor cartunista. A Premiação existe há mais de 26 anos e já agraciou artistas como Ziraldo, Henfil, e Maurício de Sousa.
A sua especialidade é retratar o mundo roqueiro, e criou vários personagens, entre eles "Adrina Lina", e "Roko-Loko", que inclusvive virou game para PC e celular. O jogo lhe rendeu um "disco de ouro" em 2006, e um "disco de platina triplo" em 2007. Entre suas atividades, escreveu vários livros e desenhou capas de discos, como por exemplo a do "CD Denúncias e Questionamentos" (Máxima Culpa). Atualmente, desenha para uma série de revistas brasileiras, entre as quais a Rock Brigade e a Roadie Crew.
Na década de 2010, Baraldi se tornou documentarista, com filmes sobre histórias em quadrinhos e o rock and roll, seu primeiro documentário foi Ao mestre com carinho: Rodolfo Zalla, lançado em 2012, em 2015, lançou Serguei - O Anjo Maldito do Rock e 2019, lançou Sobrou alguma coisa no tinteiro?, sobre o quadrinista ítalo-brasileiro Eugênio Colonnese.

## Prêmios
Prêmio Vladimir Herzog
| Ano  | Obra                                                              | Resultado |
| ---- | ----------------------------------------------------------------- | --------- |
| 2004 | "Conjunto de trabalhos abordando a temática dos Direitos Humanos" | Venceu    |